# Verdelho
A verdelho é uma variedade de uvas brancas, casta cultivada em todo o Portugal, vulgarmente associada à ilha da Madeira, mas que também dá o seu nome a um dos quatro principais tipos de vinho da Madeira. Ao final do século XX era uma das variedades mais cultivadas na Madeira e nos Açores.

## Características
Estas uvas produzem um vinho licoroso que se caracteriza por um elevado teor alcoólico, geralmente em torno dos 17º. Têm uma cor agradável, algo entre o ouro velho e o ouro palha, com laivos esverdeados. São produzidas em solos muito expostos ao sol e bem arejados. O seu sabor é elegante, sabendo a frutos secos geralmente a avelãs e nozes de onde se salientam notas a especiarias e a tabaco. Ele varia entre o doce aveludado, com acidez equilibrada dotado de harmonia, e o seco, embora suave e encorpado.

## O verdelho madeirense

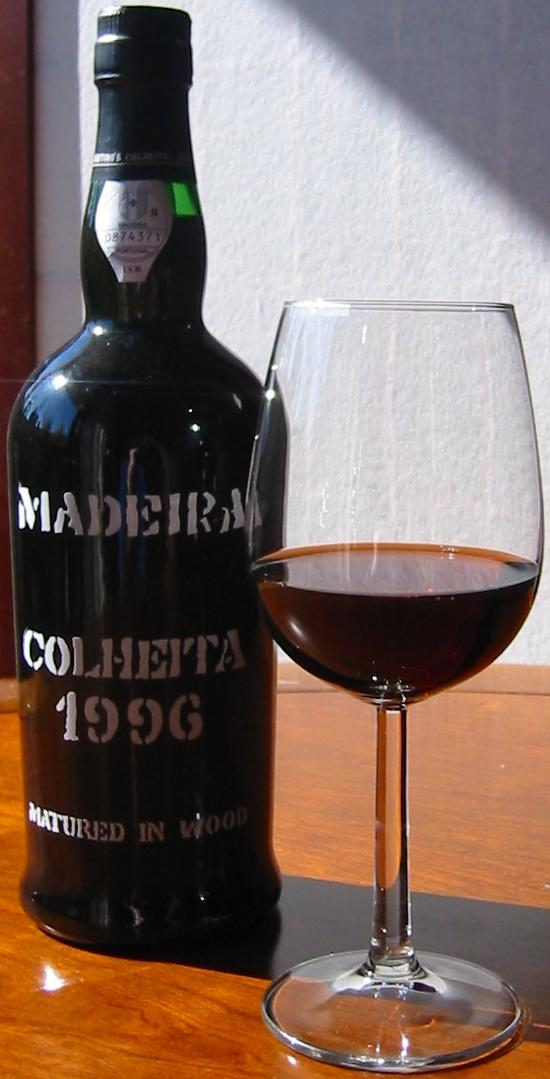
Raro verdelho tinto da ilha da Madeira.

Esta uva tem sido uma das mais populares tradicionalmente plantadas na Madeira, desde a sua introdução de sua cultura no século XV. As vinhas foram severamente afetadas pela filoxera e o seu número diminuiu grandemente nos séculos seguintes.
Pela legislação em vigor desde 1993, qualquer vinho da Madeira rotulado como "Verdelho" deve conter pelo menos 85% da uva, o que não acontecia até então.
A variedade de vinho da Madeira conhecida como Verdelho situa-se entre as de Bual e Sercial em estilo, sendo mais rico que a Sercial , mas não tão doce como a Bual  . A variedade é conhecida pela sua elevada acidez quando envelhecido, mas se tomado ainda jovem geralmente possui sabor mais frutado do que os demais Madeira. Alguns produtores vêm fazendo experiências com um vinho de estilo, permitindo que as uvas amadureçam mais antes de colheita e misturando-as com uvas Arnsburger para equilibrar a acidez naturalmente elevada do Verdelho.

## O verdelho açoriano
Este vinho, um dos que mais tradição têm nos Açores, é detentor da designação "Vinho de Qualidade Produzido em Região Determinada". A uva é cultivada nas ilhas com registos que recuam quase ao início do povoamento dada a sua resistência ao mar. Por esa razão, vem sendo cultivada praticamente em todas as ilhas do arquipélago, com predominância nas ilhas do Pico, São Jorge, ilha Graciosa  e Terceira, e o vinho produzido, exportado para vários países da Europa, particularmente para a Inglaterra.
Ao longo da história vitivinícola do arquipélago, distinguiram-se alguns produtores como João Inácio de Bettencourt Noronha, que nas suas propriedades na ilha de São Jorge - na Fajã de São João, Vila do Topo, na freguesia de Santo Antão, concelho da Calheta e na freguesia de Queimada e Urzelina, concelho de Velas -, produzia os vinhos Verdelho e Terrantez.
Este vinho, trazido da ilha de São Jorge e desembarcado na Baía de Villa Maria, na Terceira, era engarrafado no solar Villa Maria. Os seus rótulos mais antigos que nos chegaram, datam de 1905 e 1910 e representam um dos mais antigos rótulos vinícolas dos Açores.
Na Terceira, é actualmente produzido na Zona Vitivinícola dos Biscoitos, onde tem como principal produtor a Casa Agrícola Brum, mantenedora do Museu do Vinho, instituição que procura preservar a história da produção dessa casta vinícola ao longo dos séculos na região.
Em homenagem a este vinho, foi lançada a Revista Verdelho e a Confraria do Vinho Verdelho dos Biscoitos cujo grão-mestre é Francisco dos Reis Maduro Dias.

## Outras regiões
Em Portugal a uva também se desenvolve no vale do rio Douro, onde é confundido com o "Gouveio" e utilizada no fabrico de vinho do porto branco. Também é um dos componentes menores de algum vinho do Dão. O verdelho português destaca-se pelo elevado teor de açúcar nas uvas, o que é particularmente notado no clima mais quente da ilha da Madeira.
Cresce ainda em pequenas quantidades na Galiza, região da Espanha onde é denominado de "Verdello" e na Argentina, onde pelo um produtor promove um varietal denominado simplesmente Verdelho.
A uva também obteve sucesso nas vinhas da Austrália, nomeadamente nas regiões de Hunter Valley, Langhorne Creek e Swan Valley. As  versões australianas do verdelho destacam-se por seus sabores intensos com notas de lima e madressilva e uma certa textura oleosa que os vinhos podem obter após alguma idade.

## Características morfológicas
A uva verdelho possui a classificação de "Casta Recomendada" (U.E./I.V.V. - Casta recomendada) concedida pela União Europeia, e apresenta características muito particulares.
As suas videiras  apresentam uma morfologia em que a folha, na sua parte terminal, é aberta, branca a esbranquiçada, carminada e desvanecida. A folha, quando adulta, tem um tamanho de médio a pequeno, e a cor apresenta-se verde e com algum empolamento.
O fruto apresenta-se em cachos pequenos e fechados, com os bagos muito unidos, sendo que estes apresentam um porte pequeno, oval, dourado, com grainha visível e um porte semi-erecto, com um vigor médio.
As suas principais características fenológicas encontram-se na sua data de abrolhamento, geralmente na primeira quinzena de Março. A sua data de floração é quase sempre na primeira quinzena de Maio e a data de início de amadurecimento (pintor) acontece geralmente na segunda quinzena de Julho. A data de maturação é na segunda quinzena de Agosto.
As características de cultivo desta casta prendem-se com a sua afinidade com os porta-enxertos, que é boa, apresentando as características de -R 99, 196-17 e R 110. A poda deve ser em vara e talão. O rendimento apresenta-se no entanto relativamente baixo, sendo de 0,6 a 1,0 kg.
A resistência desta videira à doença é moderada, sendo sensível ao míldio e ao oídio, pouco sensível à podridão nobre, sensível ao algodão (Planococcus citri) e muito sensível à erinose.